# Zieria littoralis
Zieria littoralis är en vinruteväxtart som beskrevs av J.A.Armstr.. Zieria littoralis ingår i släktet Zieria och familjen vinruteväxter. Inga underarter finns listade i Catalogue of Life.